# Родригес Монегаль, Эмир
Эми́р Родри́гес Монега́ль (исп.  Emir Rodríguez Monegal, 28 июля 1921, Мело, Уругвай — 14 ноября 1985, Нью-Хейвен) — уругвайский литературный критик, историк литературы, биограф, педагог.

## Биография
С 1943 года сотрудничал со столичным еженедельником Marcha, в 1944—1959 годах вел в нём литературную страницу. Познакомился с Онетти, Бьой Касаресом, Марио Бенедетти, Борхесом (впоследствии дружил с ним, выступал его биографом и соавтором). В 1949—1951 годах учился в Кембридже, 1957—1960 годах также провел в Великобритании. Преподавал в Монтевидео в институтах, дающих второе высшее образование.
В 1966 годах основал в Париже литературный журнал Mundo Nuevo, где публиковались Сартр, Борхес, Карлос Фуэнтес, Пабло Неруда, Хуан Гойтисоло, Леопольдо Маречаль, Северо Сардуй и др. Родригес Монегаль активно поддерживал бум латиноамериканского романа 1960-1970-х годов, пропагандировал творчество Северо Сардуя, Фелисберто Эрнандеса, Гильермо Кабреры Инфанте, Рейнальдо Аренаса, Хосе Лесама Лимы, Мануэля Пуига, Гарсиа Маркеса, Варгаса Льосы.
С 1969 года — профессор латиноамериканской литературы в Йельском университете. В 1969—1977 годах входил в редакционный совет академического журнала Revista Iberoamericana (Питсбург) и других изданий США, посвященных латиноамериканской словесности. Читал лекции в Университете Южной Калифорнии, в Питтсбургском университете.

## Круг интересов
Автор многочисленных статей о латиноамериканской культуре и словесности, о мировой литературе XIX—XX вв., монографий о Хосе Энрике Родо, Орасио Кироге, Пабло Неруде, биографий Кироги и Борхеса (последняя — на английском языке). Постоянно публиковался в прессе различных стран Латинской Америки (в том числе, в журналах Revista de Occidente, Sur и Vuelta), в Европе и США. Большинство его книг переведены на английский, французский, итальянский, португальский и др. языки.

## Монографии
- Aspectos de la novela del siglo XX (1946)
- José Enrique Rodó en el Novecientos (1950)
- José Lins do Rego y algunos problemas de la novela brasileña (1952)
- El juicio de los parricidas: La nueva generación argentina y sus maestros (1956)
- Eduardo Acevedo Díaz: Dos versiones de un tema (1963)
- Ingmar Bergman: Un dramaturgo cinematográfico (1964)
- El viajero inmóvil: Introducción a Pablo Neruda (1966)
- Genio y figura de Horacio Quiroga (1967)
- El arte de narrar (1968)
- El desterrado: Vida y obra de Horacio Quiroga (1968)
- El otro Andrés Bello (1969)
- Borgès par lui-même (1970)
- El boom de la novela hispanoamericana (1972)
- Borges: hacia una lectura poética (1976)
- Jorge Luis Borges: A literary biography (1978)
- Borges por él mismo (1979)
- Borges: uma poética da leitura (1980)
- Jorge Luis Borges: Biographie littéraire (1983)

## Тексты on line
- Современный латиноамериканский роман (исп.)